# Хонолулу Стар-Булитин
Honolulu Star-Bulletin е всекидневник, издаван в Хонолулу, Хаваи, Съединените американски щати.
По времето, когато издаването му спира на 6 юни 2010 г., той е вторият по тираж всекидневник в щата след Honolulu Advertiser. На 7 юни 2010 г. се слива с Advertiser, за да се получи Honolulu Star-Advertiser.